# Искусство греха
«Искусство греха» (араб. فن الخطيئة‎) — норвежско-суданский документальный фильм 2020 года; сценарист и режиссёр — Ибрагим Мурсал. Картина представляет собой деликатный портрет художника и ЛГБТ-активиста Ахмеда Умара, который борется за известность среди геев и ищет новые формы выражения своей суданско-норвежской идентичности.

## Сюжет

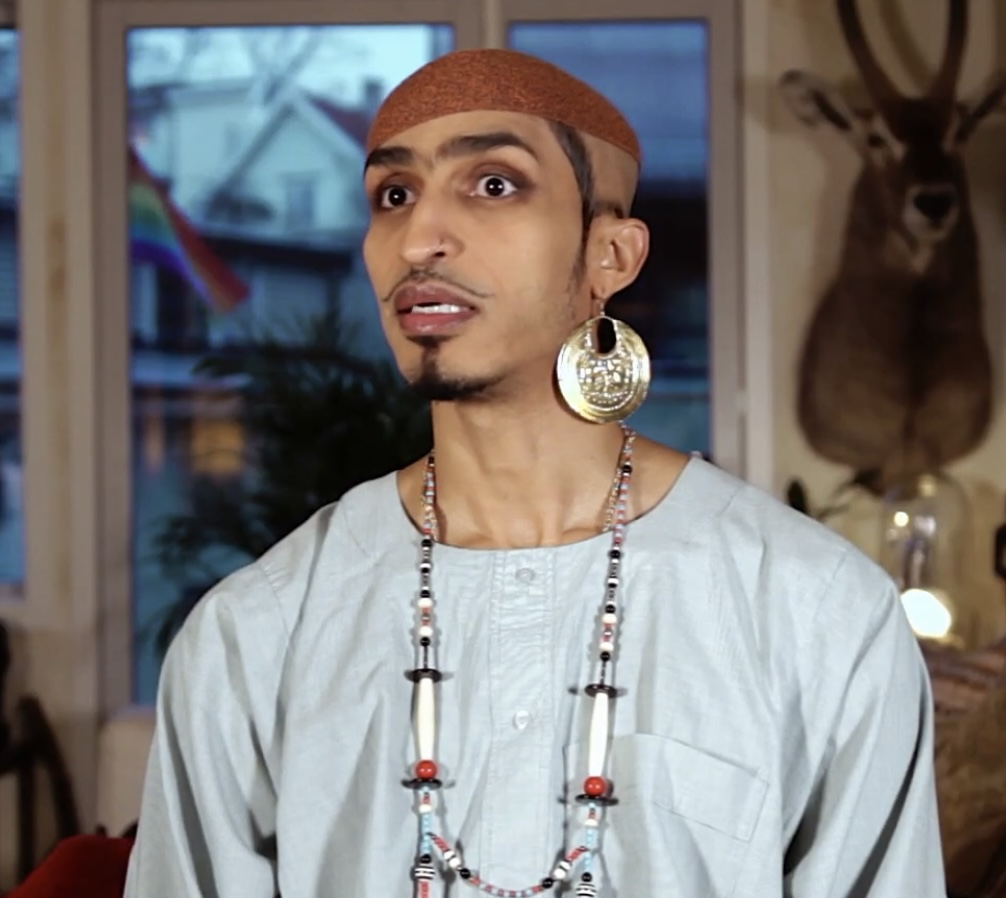
Главный герой фильма Ахмед Умар

Художник Ахмед Умар прибыл в Норвегию в 2008 году как беженец из своей родной страны, Судана, который в то время был одной из семи стран, казнивших людей за однополые отношения. Семь лет спустя, в 2015 году, когда Умар выступил на Facebook как один из первых открытых геев из Судана, большая часть суданского сообщества, включая родственников, отвернулась от него.
Переехав в Норвегию, Умар быстро узнаёт, что даже либеральная страна может быть опасной для открыто гомосексуальных иммигрантов, и его избивают во время прайда.
Несмотря ни на что, Умар жаждет вернуться и восстановить связь со своей семьёй и страной. Он не знает, примут они его или отвергнут. В то время гомосексуальность в Судане ещё каралась смертной казнью.
Вернувшись в Судан, Умар с осторожностью путешествует по стране, чтобы встретиться со своей матерью и другими членами ЛГБТ-сообщества в Судане. Фильм показывает степень страха суданского ЛГБТ-сообщества перед обществом и законом. Умар обсуждает корни суданской гомофобии и её связь с колоризмом в Судане. Путешествие заканчивается тем, что Умар фотографируется с другими суданскими представителями ЛГБТ, но лицо Умара закрывает их лица. Позже этот фотопроект был назван «несущий лицо уродства» (араб. شايل وش القباحة‎). В нём описывается человек, который делает что-то непривычное, сталкивается с проблемами и берёт на себя вину, в данном случае — за то, что он гей.
Хотя в фильме основное внимание уделяется Умару, режиссёру Мурсалу приходится столкнуться с глубоко укоренившимися взглядами людей, уходящим корнями в религию и культуру. Сам будучи иммигрантом, Мурсал борется с понятием дома, идентичности и принадлежности.
Фильм заканчивается тем, что Умар становится гражданином Норвегии и присутствует на церемонии получения гражданства в одежде, сочетающей в себе суданскую и норвежскую культуры, то есть с вышивкой идентичности. Мурсал помогает Умару починить его наряд перед церемонией, что контрастирует с тем, как он сидит далеко от Ахмеда в начале фильма.

## Показ и приём
Из-за пандемии COVID-19 фильм не показывали до конца 2021 года; фильм получил в основном положительные отзывы. По состоянию на октябрь 2022 года фильм имеет рейтинг 7,7 на IMDb.
«Искусство греха» стало лучшим документальным фильмом Nordic Docs 2020 года продолжительностью от 30 до 60 минут.